# 青山治城
青山 治城（あおやま はるき、1951年 - ）は、日本の法学者。麗澤大学、放送大学等の非常勤講師を経て、神田外語大学国際コミュニケーション学科教授。専門は法哲学、社会哲学。

## 人物
法学（社会学）方法論への関心から、研究テーマとしては社会システム理論、フェミニズムの観点から近代リベラリズムを批判することに主眼を置く。趣味はヨット、オートバイのツーリングである。

## 学歴
- 1951年 - 生まれ
- 1977年 - 静岡大学人文学部法経学科（法学専攻）卒業
- 1981年 - 筑波大学大学院社会科学研究科修了。筑波大学(法学博士)[3]。論文の題は「現代における法哲学の可能性 : 法哲学に残された問題領域についての一考察 」[4]。

## 著作

### 単著
- 『なぜ人を殺してはいけないのか―法哲学的思考への誘い』(法律文化社、2013)

### 翻訳
- （ギュンター・シュルテ）『ルーマン・システム理論　何が問題なのか　―システム理性批判』(新泉社、2007年)

## 論文
- "Lebenswelt und Recht"(Archive fuer Rechts- und sozialphilosophie 30, 1987)
- 「実在と意味：ルーマンの社会理論と現象学」(『現象学と解釈学』下、世界書院、1988)
- 「科学・技術社会の法哲学」(『法哲学的思考』、平凡社、1989)
- 「ルーマンの社会理論」(『社会学理論のリアリティ』、八千代出版、1991)
- 「現象学と法哲学―相互主観性と法的共同体」(法哲学年報1991)
- 「法とは何か」(『人権論入門』、日中出版、1997)
- 「リベラル・デモクラシーの人間観」(法哲学会年報1998)
- 「戦争と責任」(『戦争責任と「われわれ」』、ナカニシヤ出版、1999)
- 「法の解釈」(『人間の尊厳と現代法理論』、成文堂、2000)
- 「法と政治の現象学―現象学的他者問題から」(現象学年報17号、2000)
- 「憲法はまだか―個人・国民・人間」(神田外語大学紀要14号、2002年)
- 「立憲主義と民主主義」(『法の理論』27号、成文堂、2008年)

## 所属学会
- 日本法哲学会
- 日本法社会学会
- 国際法哲学・社会哲学会
- 日本現象学会
- 日本現象学・社会科学会